# Cymatopus calcaratus
Cymatopus calcaratus är en tvåvingeart som beskrevs av Octave Parent 1935. Cymatopus calcaratus ingår i släktet Cymatopus och familjen styltflugor. Inga underarter finns listade i Catalogue of Life.